# Medaille von Dordrecht
Die Medaille von Dordrecht wurde aus Anlass des 26. November 1833  gestiftet.  Stifter war der König der Niederlande, Wilhelm I. 
Verliehen wurde die Medaille an die  Kämpfer, die die Vertreibung der Franzosen und an der Verteidigung  der  Stadt Dordrecht hervortaten.  

## Ordensdekoration
Die Vorderseite zeigt einen Schiffschnabel (Rammsporn) und eine Kanone, die kreuzweise gelegt waren.,   Darüber befand sich eine  Mauerkrone und die  Worte  „Für unsre Mauern und unsre Wohnungen“.  Die Rückseite zeigte in einer Lorbeer- und Eichenkranz die Inschrift: „Dordrecht  XXIV. Nov. MDCCCXIII.“